# Heatwork
L'heatwork è l'effetto combinato di temperatura e di tempo. Questo è importante per molte industrie per la produzione di:
- Ceramica
- Vetro e metallo ricotto
- Metallo per trattamenti termici

Dispositivi pirometrici possono essere utilizzati per valutare come si deformano o contraggono per heatwork i materiali quindi per stabilire equivalenti livelli di temperatura per la produzione. Entro certe tolleranze, la cottura può essere effettuata a temperature più basse per un periodo più lungo al fine di ottenere risultati comparabili. Quando la quantità di heatwork di due cotture è lo stesso, i pezzi potrebbero essere identici, ma vi possono essere differenze sostanziali non visibili all'occhio, quali la resistenza meccanica e microstruttura. L'heatwork viene insegnato nei corsi di scienza dei materiali, ma non è una misura precisa o un concetto scientifico valido.